# Diocesi di Kisantu
La diocesi di Kisantu (in latino Dioecesis Kisantuensis) è una sede della Chiesa cattolica nella Repubblica Democratica del Congo suffraganea dell'arcidiocesi di Kinshasa. Nel 2021 contava 1.051.720 battezzati su 1.368.200 abitanti. È retta dal vescovo Jean-Crispin Kimbeni Ki Kanda.

## Territorio
La diocesi è una delle tre circoscrizioni ecclesiastiche della provincia civile del Congo Centrale, nella Repubblica Democratica del Congo. Occupa la parte orientale della provincia, e comprende i territori di Madimba e Kimvula, parte di quello di Kasangulu, e una parte del comune di Mont-Ngafula nella città-provincia di Kinshasa.
Sede vescovile è la città di Kisantu, dove si trova la cattedrale di Nostra Signora dei Sette Dolori.
Il territorio si estende su circa 31.000 km² ed è suddiviso in 35 parrocchie.

## Storia
Il vicariato apostolico di Kisantu fu eretto il 1º aprile 1931 con il breve Expostularunt di papa Pio XI, ricavandone il territorio dal vicariato apostolico di Koango (oggi diocesi di Kikwit).
Il 28 gennaio 1935 si ampliò, incorporando una porzione di territorio appartenuta al vicariato apostolico di Koango.
Il 24 maggio 1950 cedette una piccola porzione di territorio al vicariato apostolico di Léopoldville (oggi arcidiocesi di Kinshasa).
Il 5 luglio 1957 cedette un'altra porzione del suo territorio a vantaggio dell'erezione della prefettura apostolica di Kenge (oggi diocesi).
Il 10 novembre 1959 il vicariato apostolico è stato elevato a diocesi con la bolla Cum parvulum di papa Giovanni XXIII.
Il 24 giugno 1961 ha ceduto un'ulteriore porzione di territorio a vantaggio dell'erezione della diocesi di Popokabaka.

## Cronotassi dei vescovi
Si omettono i periodi di sede vacante non superiori ai 2 anni o non storicamente accertati.
- Alphonsus Verwimp, S.I. † (2 luglio 1931 - 27 ottobre 1960 dimesso[4])
- Pierre Kimbondo † (24 giugno 1961 - 27 aprile 1973 dimesso)
- Antoine Mayala ma Mpangu † (27 aprile 1973 succeduto - 31 marzo 1993 deceduto)
- Fidèle Nsielele Zi Mputu (10 giugno 1994 - 21 novembre 2020 dimesso)[5]
- Jean-Crispin Kimbeni Ki Kanda, dall'11 giugno 2022

## Statistiche
La diocesi nel 2021 su una popolazione di 1.368.200 persone contava 1.051.720 battezzati, corrispondenti al 76,9% del totale.
| anno | popolazione | popolazione | popolazione | presbiteri | presbiteri | presbiteri | presbiteri                | diaconi | religiosi | religiosi | parrocchie |
| anno | battezzati  | totale      | %           | numero     | secolari   | regolari   | battezzati per presbitero | diaconi | uomini    | donne     | parrocchie |
| ---- | ----------- | ----------- | ----------- | ---------- | ---------- | ---------- | ------------------------- | ------- | --------- | --------- | ---------- |
| 1950 | 183.000     | 440.000     | 41,6        | 34         | 34         |            | 5.382                     |         | 22        | 10        |            |
| 1970 | 238.654     | 365.847     | 65,2        | 107        | 46         | 61         | 2.230                     |         | 128       | 231       | 95         |
| 1980 | 304.728     | 433.532     | 70,3        | 79         | 42         | 37         | 3.857                     |         | 93        | 216       | 21         |
| 1990 | 473.213     | 572.136     | 82,7        | 122        | 67         | 55         | 3.878                     |         | 209       | 297       | 24         |
| 1999 | 600.000     | 800.000     | 75,0        | 129        | 89         | 40         | 4.651                     |         | 561       | 285       | 23         |
| 2000 | 650.000     | 900.000     | 72,2        | 132        | 94         | 38         | 4.924                     |         | 580       | 305       | 23         |
| 2001 | 650.000     | 900.000     | 72,2        | 132        | 96         | 36         | 4.924                     |         | 353       | 319       | 24         |
| 2002 | 650.000     | 900.000     | 72,2        | 118        | 97         | 21         | 5.508                     |         | 416       | 300       | 24         |
| 2003 | 600.000     | 900.000     | 66,7        | 142        | 95         | 47         | 4.225                     |         | 235       | 695       | 25         |
| 2004 | 601.000     | 900.500     | 66,7        | 149        | 100        | 49         | 4.033                     |         | 190       | 706       | 25         |
| 2006 | 650.000     | 950.600     | 68,4        | 159        | 106        | 53         | 4.088                     |         | 325       | 293       | 25         |
| 2013 | 830.000     | 1.080.000   | 76,9        | 167        | 111        | 56         | 4.970                     |         | 344       | 303       | 29         |
| 2016 | 898.472     | 1.168.836   | 76,9        | 182        | 124        | 54         | 4.936                     |         | 372       | 304       | 31         |
| 2019 | 687.510     | 1.284.675   | 53,5        | 196        | 123        | 73         | 3.507                     |         | 232       | 197       | 34         |
| 2021 | 1.051.720   | 1.368.200   | 76,9        | 236        | 123        | 113        | 4.456                     |         | 303       | 450       | 35         |